# Maria Löfgren
Maria Löfgren är en svensk teaterregissör.

## Biografi
Löfgren gick humanistisk linje på Östra gymnasiet i Umeå. 1997 läste hon teatervetenskap (40 poäng) vid Stockholms universitet.

## Regiarbeten
Maria Löfgren genomgick 1998–2002 den fyraåriga utbildningen i teaterregi vid Dramatiska institutet, numera regilinjen vid Stockholms dramatiska högskola. Hon säger sig som regissör framför allt vilja värna om den nyskrivna dramatiken, men har även regisserat klassiker, som till exempel Shakespeares Romeo & Julia på Göteborgs stadsteater 2007 och Lång dags färd mot natt av Eugene O'Neill för Riksteatern 2011.  
Efter avslutad regiutbildning satte Maria Löfgren 2002 upp den nyskrivna pjäsen Och så levde vi lyckliga... av Malin Axelsson på Uppsala Stadsteater, och samma år (2002) Joyce Carol Oates' I Stand Before You Naked på Orionteatern.
2001 startade Maria Löfgren, tillsammans med bland andra skådespelaren Annika Hallin, frigruppen Teater Nova som 2003 spelade Ömsinne (Tender) av Abi Morgan på Boulevardteatern i svensk översättning av Anders Duus och i regi av Maria Löfgren. 
Genom sitt engagemang för nyskriven dramatik och genusfrågor satt Maria Löfgren med i Regionteater Västs konstnärliga råd 2003-2006. Hon har även varit ledamot i Nationella Dramaturgiatets styrelse.
Ett av Maria Löfgrens största regiuppdrag är Jösses flickor – Återkomsten av Malin Axelsson som, med premiär 7 april 2006, spelades under tre säsonger och räknas som en av Stockholms Stadsteaters största publiksuccéer.
2007-2011 var Maria Löfgren konstnärlig ledare för Unga Teater Västmanland, Teater Västmanlands barn- och ungdomsverksamhet i Västerås. Där regisserade hon bland annat Roll spelar Roll av Emma Broström/Marie Tarby (2009) och AllaOlikaAllaLika av Paula McManus, en interaktiv show om diskriminering (2010). 
Löfgren stod för regin till uppsättningen Ottar och kärleken av Gunilla Thorgren på Malmö Stadsteater, Intiman (2014), en pjäs om journalisten och aktivisten Elise Ottesen-Jensen, och 2018 regisserade Maria Löfgren Fly me to the moon av Marie Jones, även den på Malmö Stadsteater.
2 februari 2019 hade nyskrivna pjäsen Väckarklocka - Jubileumsversionen av Katarina Bonnevier och Gunilla Edemo, premiär på Riksteatern, i regi och bearbetning av Maria Löfgren. Föreställningen tar avstamp i författaren, rösträttskämpen och freds- och miljöaktivisten Elin Wägners bok Väckarklocka från 1941, men bygger på nutida berättelser som samlats in från hela Sverige.   

### Uppsättningar (i urval)
| År   | Produktion                                               | Upphovsmän                                                            | Teater                                         |
| ---- | -------------------------------------------------------- | --------------------------------------------------------------------- | ---------------------------------------------- |
| 2002 | Och så levde vi lyckliga…                                | Malin Axelsson                                                        | Uppsala Stadsteater                            |
| 2002 | I stand before you naked                                 | Joyce Carol Oates                                                     | Teater Nova, Orionteatern                      |
| 2002 | Refuge                                                   | Jessica Goldberg                                                      | Ung Scen Öst, Östgötateatern                   |
| 2003 | Ensamcyklaren                                            | Sofia Fredén                                                          | Älvsborgs/Bohusläns Teater (Regionteater Väst) |
| 2003 | Ömsinne Tender                                           | Abi Morgan                                                            | Teater Nova, Boulevardteatern                  |
| 2004 | Solapan                                                  | Sofia Fredén                                                          | Älvsborgs/Bohusläns Teater (Regionteater Väst) |
| 2004 | Sandor slash Ida                                         | Sara Kadefors Dramatisering Sofia Fredén                              | Älvsborgs/Bohusläns Teater (Regionteater Väst) |
| 2004 | Vaknätter                                                | Anders Duus                                                           | Riksteatern                                    |
| 2005 | Hemmet                                                   | Kent Andersson och Bengt Bratt                                        | Älvsborgs/Bohusläns Teater (Regionteater Väst) |
| 2006 | Jösses flickor – Återkomsten                             | Suzanne Osten, Margareta Garpe och Malin Axelsson                     | Stockholms stadsteater                         |
| 2007 | Romeo och Julia The Tragedy of Romeo and Juliet          | William Shakespeare                                                   | Göteborgs stadsteater                          |
| 2008 | Mitt namn är Rachel Corrie My Name Is Rachel Corrie      | Alan Rickman & Katharine Viner                                        | Unga Teater Västmanland                        |
| 2008 | Förnuft och känsla Sense and Sensibility                 | Jane Austen                                                           | Göteborgs stadsteater                          |
| 2009 | Roll spelar Roll                                         | Emma Broström/Marie Tarby                                             | Unga Teater Västmanland                        |
| 2009 | Nu, imorgon                                              | Annika Thor Dramatisering Therese Söderberg                           | Unga Teater Västmanland                        |
| 2010 | Våld föder Våld                                          | Marie Tarby                                                           | Unga Teater Västmanland                        |
| 2010 | AllaOlikaAllaLika                                        | Paula McManus                                                         | Unga Teater Västmanland                        |
| 2011 | Lång dags färd mot natt Long Day's Journey into Night    | Eugene O'Neill                                                        | Riksteatern                                    |
| 2014 | Ottar och kärleken                                       | Gunilla Thorgren                                                      | Malmö Stadsteater                              |
| 2015 | Farmor och vår Herre                                     | Hjalmar Bergman                                                       | Kulturhuset Stadsteatern                       |
| 2017 | Mirabell och Astrakan                                    | Annika Thor                                                           | Regionteatern Blekinge Kronoberg               |
| 2018 | Fly me to the moon                                       | Marie Jones                                                           | Malmö Stadsteater                              |
| 2019 | Väckarklocka - Jubileumsversionen                        | Katarina Bonnevier & Gunilla Edemo                                    | Riksteatern                                    |
| 2022 | Chefen                                                   | Malin Axelsson                                                        | Malmö stadsteater                              |
| 2024 | Oceanen vid vägens slut The ocean at the end of the lane | Neil Gaiman Dramatisering Joel Horwood, Översättning Christian Ekvall | Helsingborgs stadsteater                       |